# HMS Utö (M56)
HMS Utö (M56) var en minsvepare av Hanö-klass i svenska flottan. Sjösatt 1952. Från 1967 var hon stabsfartyg för 6:e minröjavdelningen och försågs då med en stabscontainer på platsen för akterkanonen, vilken inrymde expeditionen. Under 1977 hade hon sin hemmahamn vid Nya Varvet, Göteborg. Hon avrustades 1979, och utrangerades 1982. Skänktes 1987 till stiftelsen MY och användes en tid för vård av missanpassad ungdom. Hon användes efter detta som dykplattform i privat ägo. Låg under sin sista tid förtöjd vid Stockholms kajer under namnet Hunter af Stockholm. Skrotad och upphuggen vid Orla Produktforretning, Fredrikshamn, Danmark i september 2007.

## Galleri

HMS Utös vapen.
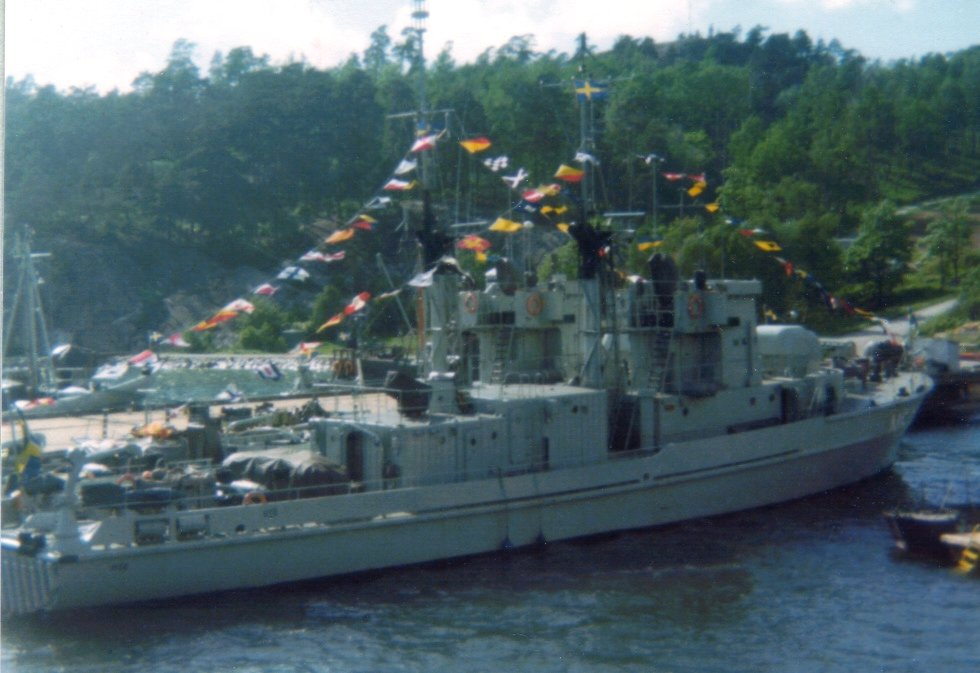
HMS Utö 1977, HMS Hanö ligger innanför.
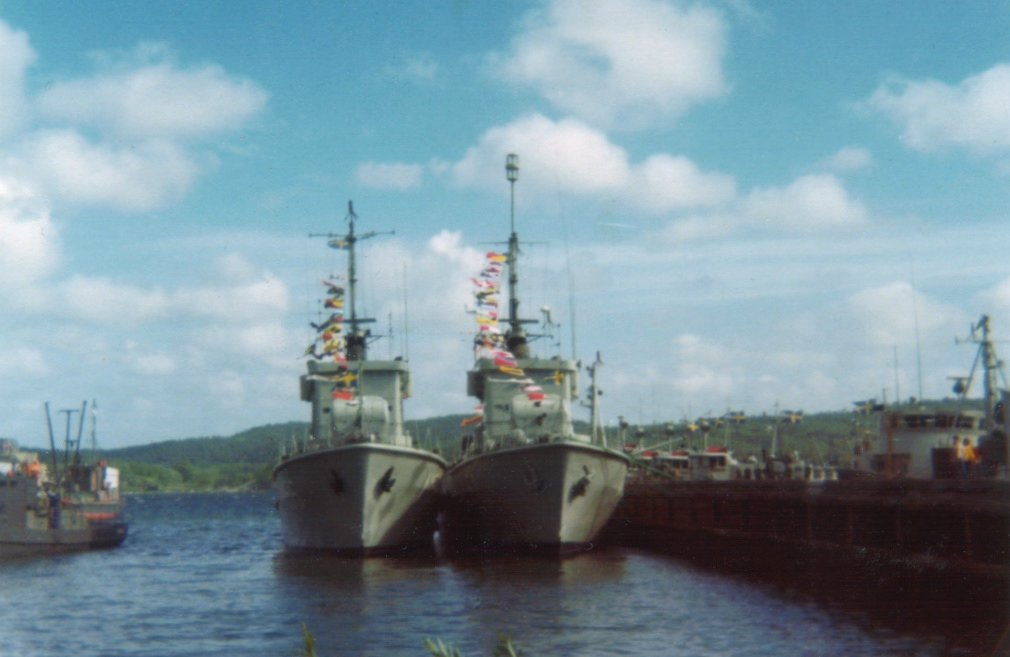
HMS Utö och Hanö 1977.
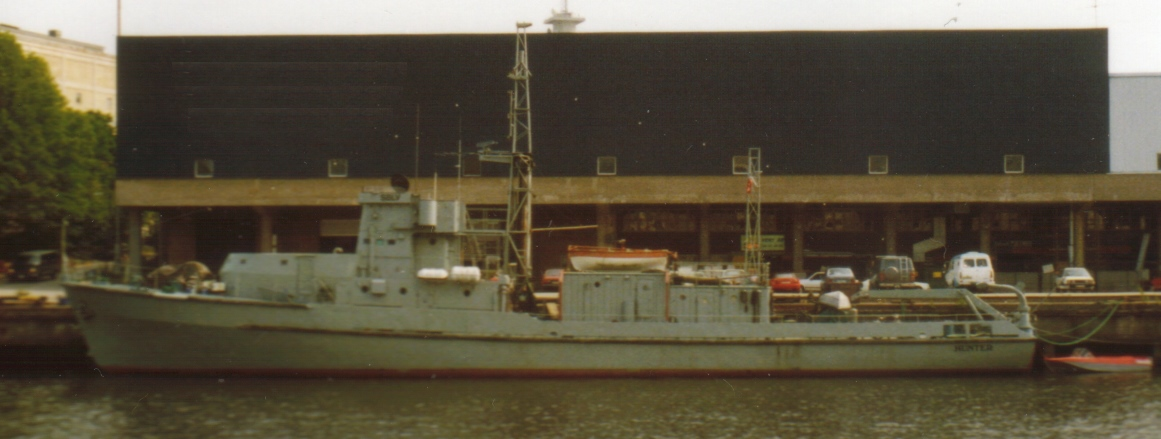
HMS Utö 1992 i Hammarbyhamnen, Stockholm.